# 阿尔贡金 (伊利诺伊州)
阿爾岡昆（英語：Algonquin）是位於美國伊利諾伊州凱恩郡和麥克亨利郡的一個村落。

## 地理
阿爾岡昆的座標為42°09′46″N 88°18′09″W / 42.16278°N 88.30250°W，而該地最高點為海拔高度269米（即883英尺）。

## 人口
根據2010年美國人口普查的數據，阿爾岡昆的面積為32.20平方千米，當中陸地面積為31.74平方千米，而水域面積為0.46平方千米。當地共有人口30046人，而人口密度為每平方千米933人。